# Тукан блакитнощокий
Тукан блакитнощокий (Aulacorhynchus sulcatus) — вид дятлоподібних птахів родини туканових (Ramphastidae).

## Поширення
Вид поширений на півночі Венесуели та північному сході Колумбії. Його природне середовище проживання — субтропічні та верхні тропічні вологі ліси, іноді також трапляється в садах.

## Опис
Птах завдовжки до 35 см, вагою 150—200 г. Його дзьоб має довжину близько 7,6 см, у самців він зігнутий, а у самиць коротший. Оперення зелене, навколо очей світло-блакитне, горло біле (або світло-блакитне у підвиду A. s. erythrognathus). Дзьоб чорний з коричневими позначками (або жовтий в A. s. calorhynchus).

## Спосіб життя
Харчується плодами і насінням. Також споживає комах, інших безхребетних і деяких дрібних хребетних.

## Підвиди
Включає три підвиди:
- A. s. sulcatus (Swainson, 1820) — на півночі Венесуели.
- A. s. erythrognathus Gould, 1874 — на північному сході Венесуели.
- A. s. calorhynchus — Gould, 1874 — на північному заході Венесуели та на північному сході Колумбії.